# Boke

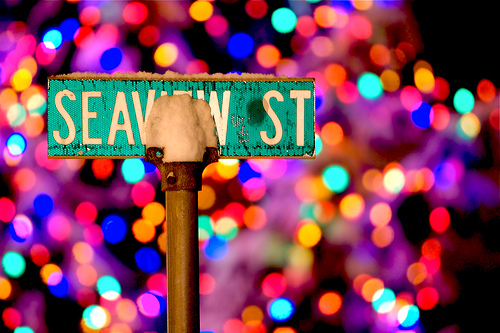
Boke

A fotográfiában használt boke vagy angolosan bokeh kifejezés eredendően az életlen területek minőségére vonatkozott, nálunk azonban szűkebb értelemben, az életlen részeken kialakuló fényfoltok leírására honosodott meg. Ezek a foltok általában kör alakúak, azonban a lencsék és a blendelamellák tulajdonságaitól függően előfordul sokszög, mandula vagy akár csillag alakú fényfolt is. A fénykörök az élességi síkból erősen kieső világos pontok leképezései, például a lombokon áttűző napfénynek, vagy távoli fényforrásoknak. 

## Története
A kifejezés a japán boke (暈け vagy ボケ) szóból származik; jelentése „homály”, „köd” vagy „elmosódottság”, átvitt értelemben módosult tudatállapotra, például részegségre is használják. Boke-adzsi (ボケ味) formában az elmosódottság minőségét fejezi ki. Miután a kifejezés az angol nyelvben meghonosodott, bokeh formában terjedt el. Ezt a szó végi h-t nem ejtik ki, viszont az angol fonetika szabályai szerint szükséges az eredeti japán kiejtés megőrzéséhez. Nélküle egy szótaggal olvassák ki, amit leginkább a bowk hangsorral lehet leírni. Magyar nyelven nincs meg ez a probléma: mi az eredeti japánhoz egészen hasonlóan olvassuk a két szótagot. Így a szó végi h leírása indokolatlan és félrevezető, mivel nagyon sokan megpróbálják kiejteni, annak ellenére, hogy felér egy nyelvtörővel.

## Leírás

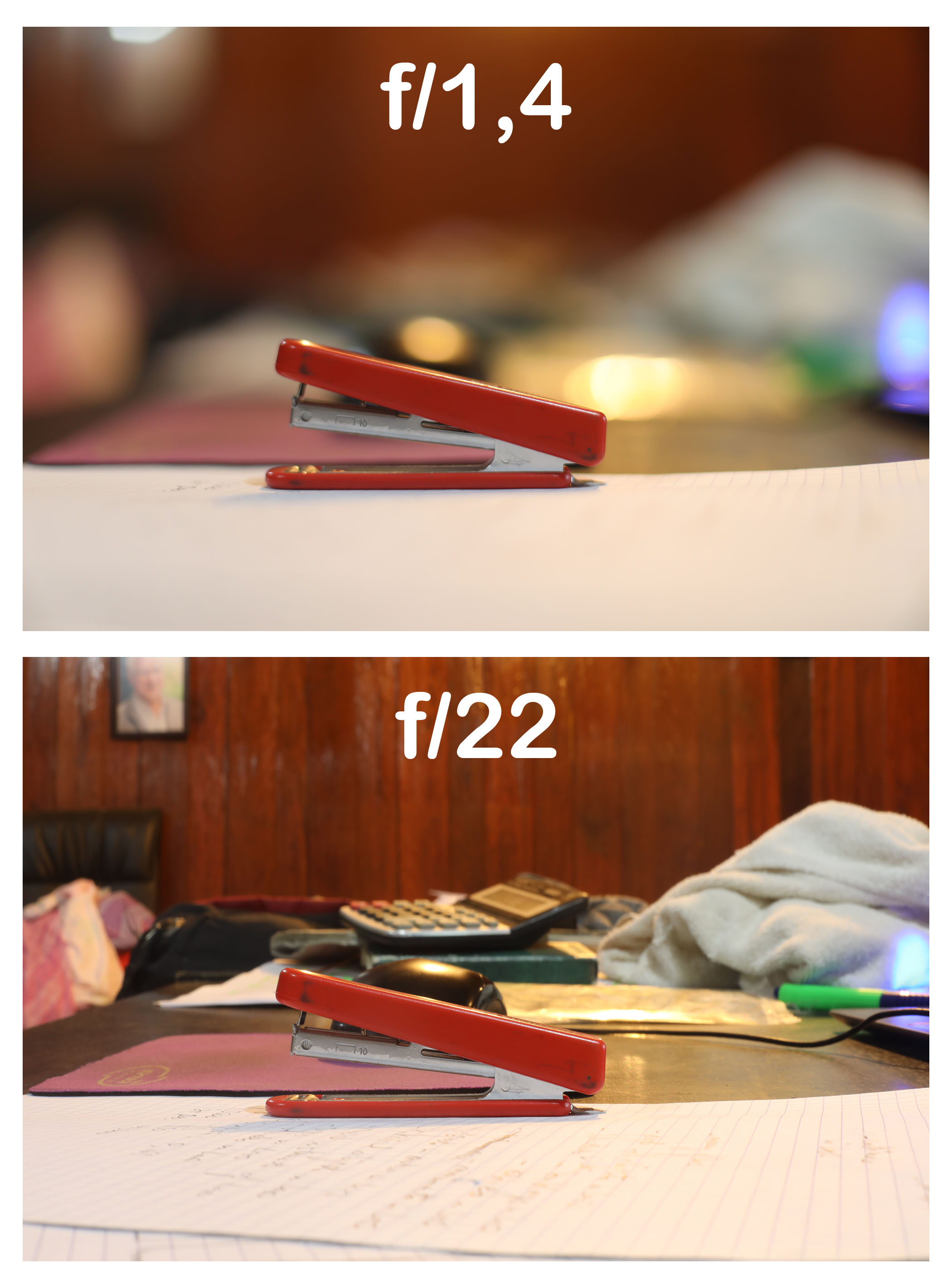
A boke különböző blende nyílással

A fényfoltok alakját elsődlegesen a blendenyílás határozza meg. Nyitott rekesznél többé-kevésbé kör alakú foltot kapunk minden objektívnél, szűkítve azonban a kevés lamellából álló rekesznél a körök sokszögek felé tolódnak el. A sok lamellás megoldásoknál a kör forma megőrződik szűk rekesznél is. Egyes, jellemzően régi objektívek lencséi oválisra vagy mandula alakúra torzítják a köröket, és a torzítás mértéke és iránya eltérő a lencse különböző részein. Ez eredményezi az "örvénylő" vagy „csavaros” hatást, amiről például a szovjet Helios objektívek vagy a magyar vonatkozású Petzval-féle portréobjektív híresek. [forrás?]
Sokan beszélnek jó és rossz minőségű bokéről, azonban mivel esztétikai oldalról érdekes a jelenség, nem lehet egységes szempontok szerint megítélni. Ha a témát szeretnénk kiemelni, a hátteret pedig minél feltűnésmentesebbé tenni, a homályos szélű, elmosott fénykörök segítik a célunkat. Határozott körvonalú, éles körökkel viszont magát a hátteret is témává tehetjük. Előfordulnak egyenletes fényességű, illetve a külső perem mentén vagy a kör közepén világosabb fényfoltok is. Ez az adott objektív felépítésétől függ, egyes típusok kifejezetten a jellegzetes, karakteres bokéjuk miatt váltak híressé és keresetté.  
A fénykörök ábrázolásához szükséges a megfelelő téma. Erős kontrasztú textúra(pl. levélzet) vagy pontszerű fényforrások esetén van a legkönnyebb dolgunk. A fénykörök mérete a fókusztávolság változtatásával befolyásolható. Minél tágabb a rekesz, annál könnyebb a jelenséget előidézni.

## Külső hivatkozások
- www.fotorace.hu
- www.KenRockwell.com
- www.diyphotography.net
- www.creativemagz.com